# Moments (альбом Marcus & Martinus)
«Moments» — третій студійний альбом норвезького попдуету Marcus & Martinus, випущений лейблом Sony Music Entertainment 17 листопада 2017 року. Альбом посів перше місце як у норвезькому чарті альбомів VG-lista, так і у шведському чарті альбомів Sverigetopplistan.

## Треклист
| Треклист Moments (Deluxe edition) | Треклист Moments (Deluxe edition)                                      | Треклист Moments (Deluxe edition)                                                                   | Треклист Moments (Deluxe edition) | Треклист Moments (Deluxe edition) |
| #                                 | Назва                                                                  | Автор                                                                                               | Продюсер(и)                       | Тривалість                        |
| --------------------------------- | ---------------------------------------------------------------------- | --------------------------------------------------------------------------------------------------- | --------------------------------- | --------------------------------- |
| 1.                                | «Make You Believe in Love»                                             | Деніел Бедінгфілд RedOne T.I. Jakke Джессі Сент-Джон                                                | RedOne T.I. Jakke                 | 3:32                              |
| 2.                                | «Please Don't Go»                                                      | Томас Еріксен Сем Мартін Скотт Гарріс Саша Слоун                                                    | Earwulf                           | 3:22                              |
| 3.                                | «Next to Me»                                                           | Андреас Левандер Джой Деб Ліннея Самуельсон                                                         | The Family                        | 3:23                              |
| 4.                                | «One Flight Away»                                                      | Ліннеа Деб Еліас Наслін Маркус Гуннарсен                                                            | Еліас Наслін                      | 2:59                              |
| 5.                                | «Never»                                                                | Крістофер Вікберг Бьорн Дюпстром Тобіас Фрелін Омар Семюель Паслі                                   | The Beast                         | 3:10                              |
| 6.                                | «Get to Know Ya»                                                       | Гейлі Джин Пеннер Михайло Бельтран Омар Таварез Анжеліка Рае Посо-ДеПортес Ітан Карлсон             | SadMoney                          | 2:53                              |
| 7.                                | «Guitar»                                                               | Ерік Фьелд Іда Вердал                                                                               | Erik Fjeld                        | 3:22                              |
| 8.                                | «Dance with You»                                                       | Крістоффер Тьоммербакке Ерік Смааланд                                                               | GoToGuy                           | 3:21                              |
| 9.                                | «First Kiss»                                                           | Єспер Борген Магнус Бертельсен Ода Ев'єн Гйоваг                                                     | Єспер Борген Магнус Бертельсен    | 3:09                              |
| 10.                               | «Like It Like It» (за участю Silentó)                                  | Бьорн Дюпстром Тобіас Фрелін Рікі Ламар Хоук                                                        | The Beast                         | 2:54                              |
| 11.                               | «Remind Me»                                                            | Олександр Павелич Като Сундберг Кент Сундберг Маркус Гуннарсен Мартінус Гуннарсен Томмі Крістіансен | Rat City                          | 3:26                              |
| 12.                               | «Make You Believe in Love» (AronChupa Remix)                           | Деніел Бедінгфілд RedOne T.I. Jakke Джессі Сент-Джон                                                | RedOne T.I. Jakke                 | 2:58                              |
| 13.                               | «Make You Believe in Love» (Прямий ефір з Оркестром Норвезького радіо) | Деніел Бедінгфілд RedOne T.I. Jakke Джессі Сент-Джон                                                | RedOne T.I. Jakke                 | 3:26                              |

## Чарти
| Чарт (2017–2018)                                   | Найвища позиція |
| -------------------------------------------------- | --------------- |
| Австрія Austrian Albums (Ö3 Austria)               | 51              |
| Бельгія Belgian Albums (Ultratop Flanders)         | 173             |
| Данія Danish Albums (Hitlisten)                    | 3               |
| Фінляндія Finnish Albums (Suomen virallinen lista) | 2               |
| Нідерланди Dutch Albums (MegaCharts)               | 98              |
| Норвегія Norwegian Albums (VG-lista)               | 1               |
| Польща Polish Albums (ZPAV)                        | 49              |
| Spanish Albums (PROMUSICAE)                        | 34              |
| Швеція Swedish Albums (Sverigetopplistan)          | 1               |

## Історія випуску
| Країна   | Дата              | Формат               | Лейбл      |
| -------- | ----------------- | -------------------- | ---------- |
| Норвегія | 17 листопада 2017 | Цифрове завантаження | Sony Music |